# Laurence Herman
Laurence Herman (Kortrijk, 2 september 1989) is een golfprofessional uit Marke, België.

## Amateur
Laurence begon met golf op de 8-holesbaan van de Ieper Open Golf Club toen ze acht jaar was. Drie jaar later werd ze lid Golf & Countryclub De Palingbeek. Twee jaar daarna was ze zo overtuigd dat haar toekomst in de golfsport zou liggen dat ze naar Hasselt vertrok en daar naar de Topsportschool ging. Ze won niet alleen enkele grote toernooien in België maar ook in Frankrijk. In 2007 won ze het Internationaal Jeugd Open op Toxandria waardoor ze een wildcard kreeg voor het KLM Ladies Open van 2008.
Daarna studeerde ze vier jaar aan de Iowa State University waar ze collegegolf speelde en in juni 2011 cum laude afstudeerde in business en management. Enkele weken later werd ze 2de bij het Brits Amateur (strokeplay).

### Gewonnen
Onder meer:
- 2006: Belgisch kampioen (U18)
- 2007: Dutch International Junior Open op Toxandria
- 2009: Nationaal Kampioenschap Strokeplay

## Professional
Laurence Herman werd in januari 2012 professional en begon op de LET Access Sersies en de Banesto Tour.